# Zapara
Zapara, pleme američkih Indijanaca koje je u hispansko doba živjelo na otoicima Isla de Zapara u venezuelskoj državi Zulia. Pleme je nestalo u ratovima koje su stalno vodili protiv Španjolaca koji su bili u naoružanju mnogo superiorniji.
Pripadali su karipskoj jezičnoj porodici. Ne smiju se brkati s plemenom Záparo ili Zapara iz Ekvadora